# Гамма2 Косинця
Гамма2 Косинця, латинізоване від γ2 Nor, — найяскравіша зірка в південному сузір'ї Косинця. Її видима зоряна величина становить 4,02, що робить її слабкою зіркою, але видимою неозброєним оком. На основі річного зсуву паралакса має вагу 25,33 мас, яку видно із Землі. Ця зірка розташована приблизно 129 світлових років від Сонця. Вона наближається до Сонця з радіальною швидкістю −29 км/с. 
Це гігант жовтого відтінку спектрального типу K0 III  приблизно в 2,16 раза масивніший за Сонце, який збільшився до діаметра, що в 10 разів перевищує діаметр Сонця. Це червоний гігант на горизонтальній гілці, яка вказує на те, що зірка генерує енергію шляхом синтезу гелію у своєму ядрі. Зірка випромінює свою збільшену фотосферу в 51 раз більшу за яскравість Сонця при ефективній температурі 4699 К. 
Гамма2 Косинця — це оптично близька подвійна зоря із супутником 10 зоряної величини. Раніше ця пара була ідентифікована як фізично подвійна зоряна система, але друга публікація даних Gaia показала, що зірка-компаньйон набагато віддаленіша. Ще одна зірка 16 зоряної величини з температурою 5972, розташована на відстані 20'' із майже таким же паралаксом і власним рухом, що й  Гамма2 Косинця.
γ1 - жовтий надгігант також розташований поблизу на небесній сфері, але набагато далі від Землі та майже на слабшу величину.